# 申
申（さる、しん）は、十二支のひとつ。通常十二支の中で第9番目に数えられる。
前は未、次は酉である。

## 一覧
- 申年は、西暦では12の倍数の年に当たる（日本では新暦1月1日に始まるが、中国では旧暦1月1日に始まる）。なお、年を表す時の別名は涒灘[1]。
- 申の月は旧暦7月（概ね新暦8月）。
- 申の刻は午後4時を中心とする約2時間。
- 申の方は西南西よりやや南寄り（南西微北：北基準右廻り240°）の方角である。
- 五行は金気。
- 陰陽は陽である。

なお、現在の暦では申年は通常閏年となる（他に子年、辰年も同様）。申年で閏年にならない年は、前回は1800年、次回は2100年であり、必ず干支は庚申となる。また、「申」という文字そのものはShift JISにおけるダメ文字の一つである。

## 伝承
『漢書』律暦志によると申は「呻」（しん：「うめく」の意味）。果実が成熟して固まって行く状態を表しているとされる。
後に覚え易くするために動物の猿が割り当てられた。
相場格言に「辰巳天井、午尻下がり、未辛抱、申酉騒ぐ。戌は笑い、亥固まる、子は繁栄、丑はつまずき、寅千里を走り、卯は跳ねる」があり、申年の相場は俗に騒がしくなるといわれる。

## 申を含む干支
- 壬申
- 甲申
- 丙申
- 戊申
- 庚申